# (3727) Maxhell
(3727) Maxhell est un astéroïde de la ceinture principale.

## Description
(3727) Maxhell est un astéroïde de la ceinture principale. Il fut découvert le 7 août 1981 à l'Observatoire Kleť par Antonín Mrkos. Il présente une orbite caractérisée par un demi-grand axe de 3,33 UA, une excentricité de 0,15 et une inclinaison de 5,4° par rapport à l'écliptique.

## Compléments